# Heaven Is a Place on Earth
《Heaven is a Place on Earth》是美國歌手 Belinda Carlisle 在1987年錄製的一首流行歌曲，收錄於她的專輯《Heaven on Earth》中。1987年9月14日，本曲作為專輯的首席單曲釋出，隨後於同年12月5日登上告示牌百強單曲榜首位，是Belinda Carlisle的唯一一次。一個月後，本曲登上英國單曲排行榜首位，並保持了兩週。
1988年，此歌曲獲提名競逐最佳女歌手格萊美獎，但最終不敵惠特妮·休斯頓的《I Wanna Dance with Somebody (Who Loves Me)》。2017年，音樂評論人Dave Fawbert在《ShortList》發表的文章中認為此歌曲的轉調是「音樂有史以來最佳的之一」。
2015年，Belinda Carlisle重新錄製了《Heaven is a Place on Earth》的原聲民謠版本，並收錄與其2017年專輯《Wilder Shores》中。

## 曲調
此歌曲以E大調、每分鐘123拍演唱。Carlisle的人聲範圍是 E3 至 D♯5 。在歌曲的最後一節，曲調轉為升F大調。

## 榜單表現
《Heaven is a Place on Earth》在美國告示牌百強單曲榜名列第一、在當代成人單曲榜名列第七。其也在英國單曲排行榜上排名首位長達兩週。
此單曲也在全球多個其他國家的排名達到第一，例如瑞士、愛爾蘭、瑞典、南非和挪威。其也在德國和加拿大名列第三、在澳洲名列第二、義大利名列第六。

## 曲目列表
1. "Heaven Is a Place on Earth" – 4:06
2. "We Can Change" – 3:45
3. "Heaven Is a Place on Earth" (Heavenly version) – 6:00
4. "Heaven Is a Place on Earth" (a cappella version) – 3:49

## 外部連結
- Belinda Carlisle - A Place On Earth（页面存档备份，存于）.